# Бочкарьовка (Кармаскалинський район)
Бочкарьо́вка (рос. Бочкарёвка, башк. Бочкарёвка) — присілок у складі Кармаскалинського району Башкортостану, Росія. Входить до складу Єфремкинської сільської ради.
Населення — 31 особа (2010; 22 в 2002).
Національний склад:
- росіяни — 73 %